# Budowlani Toruń
Le Budowlani Toruń est un club féminin de volley-ball polonais fondé en 1958 et  basé à Toruń, évoluant pour la saison 2017-2018 en Liga Siatkówki Kobiet.

## Effectifs

### Saison 2017-2018
| No                                             | Nom                                            | Date de naissance                              | Taille                         | Poids                          | Poste                          |
| ---------------------------------------------- | ---------------------------------------------- | ---------------------------------------------- | ------------------------------ | ------------------------------ | ------------------------------ |
| 1                                              | Dorota Ściurka                                 | 7 janvier 1981                                 | 180                            | 67                             | Réceptionneuse-attaquante      |
| 2                                              | Aleksandra Szczygłowska                        | 1er janvier 1998                               | 172                            | 58                             | Libero                         |
| 4                                              | Maryna Paulava                                 | 21 janvier 1989                                | 178                            | 66                             | Réceptionneuse-attaquante      |
| 5                                              | Gabriela Jasińska                              | 14 juillet 1992                                | 181                            | 64                             | Passeuse                       |
| 6                                              | Anna Lewandowska                               | 2 décembre 1995                                | 186                            | 74                             | Centrale                       |
| 8                                              | Marta Wójcik                                   | 17 février 1982                                | 183                            | 72                             | Passeuse                       |
| 9                                              | Izabela Bałucka                                | 15 février 1993                                | 187                            | 70                             | Centrale                       |
| 10                                             | Ewa Bimkiewicz                                 | 6 décembre 1997                                | 189                            | 79                             | Attaquante                     |
| 11                                             | Ewelina Ryznar                                 | 1er octobre 1986                               | 189                            | 78                             | Centrale                       |
| 12                                             | Marta Janik                                    | 15 novembre 1990                               | 189                            | 69                             | Réceptionneuse-attaquante      |
| 13                                             | Agata Nowak                                    | 8 juillet 1995                                 | 175                            | 64                             | Libero                         |
| 14                                             | Marina Cvetanović                              | 14 février 1986                                | 188                            | 75                             | Réceptionneuse-attaquante      |
| 15                                             | Júlia Kavalenka                                | 2 mars 1999                                    | 193                            | 84                             | Attaquante                     |
| 17                                             | Kinga Hatala                                   | 17 juillet 1989                                | 189                            | 72                             | Attaquante                     |
|                                                |                                                |                                                |                                |                                |                                |
| Encadrement technique                          | Encadrement technique                          |                                                | Légende                        | Légende                        | Légende                        |
| Entraîneur : Nicola Vettori                    | Entraîneur : Nicola Vettori                    | Entraîneur : Nicola Vettori                    | : Capitaine                    | : Capitaine                    | : Capitaine                    |
| Entraîneur(s) adjoint(s) : Marcin Szendzielarz | Entraîneur(s) adjoint(s) : Marcin Szendzielarz | Entraîneur(s) adjoint(s) : Marcin Szendzielarz | : Joueuse blessée actuellement | : Joueuse blessée actuellement | : Joueuse blessée actuellement |